# Gerold Späth
Gerold Späth (* 16. října 1939, Rapperswil) je švýcarský spisovatel.

## Životopis
Späth pochází z rodu stavitelů varhan. Po střední škole získal ekonomické vzdělání. Pobýval ve Vevey, Londýně a Freiburgu im Üechtland. Psát začal v roce 1968, ale současně až do roku 1975 pomáhal otci v podniku. Dnes žije se svou rodinou v Itálii a Irsku.
Je členem švýcarského PEN klubu a korespondenčním členem Bavorské akademie krásných umění.

## Dílo

### Próza
- Unschlecht. Román. Arche, Zürich 1970; Basel 2006, ISBN 3-85787-702-2
- Stimmgänge. Román. Arche, Zürich 1972; Göttingen 2003, ISBN 3-88243-938-6
- Zwölf Geschichten. Arche, Zürich 1973, ISBN 3-7160-1478-8
- Die heile Hölle. Román. Arche, Zürich 1974; Basel 2010, ISBN 978-3-85787-408-6
- Balzapf oder Als ich auftauchte. Román. Arche, Zürich und Fischer, Frankfurt am Main 1977, ISBN 3-7160-1609-8
- Commedia. Fischer, Frankfurt am Main 1980; Göttingen 2001, ISBN 3-88243-782-0
- Von Rom bis Kotzebue. 15 Reisebilder. Artemis, Zürich 1982, ISBN 3-7608-0587-6
- Sacramento. Neun Geschichten. Fischer, Frankfurt am Main 1983, ISBN 3-10-077403-5
- Sindbadland. Fischer, Frankfurt am Main 1984; Göttingen 2002, ISBN 3-88243-804-5
- Barbarswila. Román. Fischer, Frankfurt am Main 1988, ISBN 3-10-077405-1
- Stilles Gelände am See. Román. Suhrkamp, Frankfurt am Main 1991, ISBN 3-518-40373-7
- Das Spiel des Sommers neunundneunzig. Suhrkamp, Frankfurt am Main 1993; Basel 2009, ISBN 978-3-85787-405-5
- Die gloriose White Queen. Ein Abenteuer. Steidl, Göttingen 2001, ISBN 3-88243-781-2
- Familienpapiere. Gesammelte Geschichten. Steidl, Göttingen 2003, ISBN 3-88243-885-1
- Aufzeichnungen eines Fischers (das erste Jahr). Lenos, Basel 2006, ISBN 3-85787-372-8
- Mein Lac de Triomphe. Aufzeichnungen eines Fischers (das zweite Jahr). Lenos, Basel 2007, ISBN 978-3-85787-387-4
- Mich lockte die Welt. Lenos, Basel 2009, ISBN 978-3-85787-403-1

### Rozhlasové hry
- Heisser Sonntag, Zürich, Bern 1971
- Mein Oktober: Höllisch, Bern 1972
- Grund-Riss eines großen Hauses, Zürich, Toronto 1974
- Schattentanz, Zürich 1976
- Morgenprozession, Zürich, Berlin 1977
- Heisse Sunntig, Zürich 1978
- Lange Leitung, Hamburg 1979
- In der Ferne eine Stadt, Zürich 1979
- Kalter Tag, Zürich 1980
- Langi Leitig, Bern 1980/81
- Eine alte Geschichte, Zürich 1980/81
- Mein Besuch im Städtchen am See, Zürich, Hamburg 1986
- Der See am Morgen, Zürich 1986
- Lasst hören aus alter Zeit, Zürich 1989/90
- Die Fahrt der "White Queen", Zürich 1994
- Walser seelig Koch (ein Mädchen wird ermordet), Zürich 1995
- Iis und Bockpier, Zürich 1996
- Ein Nobelpreis wird angekündigt, Zürich 1999

### Jevištní dílo
- Unser Wilhelm! Unser Tell!, Théâtre du Carouge, Genf 1986
- Commedia, URANIA-Theater, Köln 1988
- Sindbadland, URANIA-Theater, Köln 1990
- Commedia (curyšské provedení), Freie Theatergruppe Zürich (FTZ), Zürich 2002

## Ocenění
- 1970 Cena Conrada Ferdinanda Meyera
- 1979 Cena Alfreda Döblina
- 1983 Targa d’Oro del Comune di Roma
- 1984 Cena Georga Mackensena
- 2002 Cena za literaturu kantonu St. Gallen
- 2010 Cena Gottfrieda Kellera